# 1981 في نيجيريا
فيما يلي قوائم الأحداث التي وقعت خلال عام 1981 في نيجيريا.

## سياسة

### انتهاء فترة المنصب
- 1 يناير – إيا أبو بكر Defence Minister of Nigeria [الإنجليزية]‏.

## أفلام
من الأفلام التي صدرت هذه السنة في نيجيريا:
- 1 يناير – شروق وسقوط إيدا أمين

## مواليد

### يناير
- 1 يناير – هاو غي مغني صيني.

### فبراير
- 8 فبراير – بنيامين إز لاعب كرة سلة إيطالي.

### مارس
- 28 مارس – روبرت أكاروي لاعب كرة قدم نيجيري.

### يونيو
- 9 يونيو – فيكتور إزيجيه لاعب كرة قدم نيجيري.

### يوليو
- 12 يوليو – كيليتشي إيهياناتشو لاعب كرة قدم نيجيري.

### أكتوبر
- 12 أكتوبر – شولا أميوبي لاعب كرة قدم إنجليزي.

### ديسمبر
- 24 ديسمبر – جستيس كريستوفر لاعب كرة قدم نيجيري.

## وفيات

### يناير
- 1 يناير – أبو بكر إمام (مواليد 1911) كاتب نيجيري.